# Geoffrey Keen
Pour les articles homonymes, voir Keen.
Geoffrey Keen est un acteur britannique, né le 21 août 1916 à Wallingford (Oxfordshire) et mort le 3 novembre 2005 à Northwood (Grand Londres).
Il joue notamment le rôle du secrétaire d'État à la Défense Sir Frederick Gray dans six films de la série James Bond entre 1977 et 1987. Il fait également des apparitions dans d'autres films d'importance tels Le Jardinier espagnol (1956), Le Docteur Jivago (1965), Vivre libre (1966) et Cromwell (1970).

## Filmographie partielle

### Cinéma
- 1947 : Odd Man Out (Huit Heures de sursis) de Carol Reed
- 1948 : The Fallen Idol (Premiere desillusion) de Carol Reed
- 1948 : It's Hard to be Good de Jeffrey Dell
- 1949 : The Small Back Room de Michael Powell et Emeric Pressburger
- 1950 : Chance of a Lifetime de Bernard Miles
- 1950 : L'Île au trésor (Treasure Island) de Byron Haskin
- 1950 : Ultimatum (Seven Days to Noon) de John Boulting et Roy Boulting
- 1950 : The Clouded Yellow de Ralph Thomas
- 1951 : Cheer the Brave de Kenneth Hume
- 1951 : High Treason de Roy Boulting
- 1951 : Green Grow the Rushes de Derek Twist
- 1952 : His Excellency de Robert Hamer
- 1952 : Rapt (Hunted) de Charles Crichton
- 1952 : Pleure, ô pays bien-aimé (Cry, the Beloved Country) de Zoltan Korda
- 1952 : Angels One Five de George More O'Ferrall
- 1952 : Lady in the Fog de Sam Newfield
- 1953 : The Long Memory de Robert Hamer
- 1952 :Geneviève (Genevieve) de Henry Cornelius
- 1953 : Turn the Key Softly de Jack Lee
- 1953 : Échec au roi (Rob Roy, the Highland Rogue) de Harold French
- 1954 : Face the Music de Terence Fisher
- 1954 : The Maggie d'Alexander Mackendrick
- 1954 : Doctor in the House de Ralph Thomas
- 1954 : Cour martiale (Carrington V.C.) d'Anthony Asquith
- 1954 : The Divided Heart de Charles Crichton
- 1955 : Rendez-vous à Rio (Doctor at Sea) de Ralph Thomas
- 1955 : Passage Home de Roy Ward Baker
- 1955 : The Glass Cage de Montgomery Tully
- 1955 : Storm Over the Nile de Zoltan Korda et Terence Young
- 1955 : Portrait of Alison de Guy Green
- 1955 : The Man Who Never Was de Ronald Neame
- 1956 : The Long Arm de Charles Frend
- 1956 : Yield to the Night de Jack Lee Thompson
- 1956 : Sailor Beware de Gordon Parry
- 1956 : The Loser Takes All de Ken Annakin
- 1956 : Zarak de Terence Young
- 1956 : Le Jardinier espagnol (The Spanish Gardener) de Philip Leacock
- 1957 : Town on Trial de John Guillermin
- 1957 : The Secret Place de Clive Donner
- 1957 : House of Secrets de Guy Green
- 1957 : She Played with Fire de Sidney Gilliat
- 1957 : Doctor at Large de Ralph Thomas
- 1957 : The Scamp de Wolf Rilla
- 1957 : The Birthday Present de Pat Jackson
- 1958 : Nowhere to Go de Seth Holt
- 1959 : Fils de forçat (Beyond This Place) de Jack Cardiff
- 1959 : Crimes au musée des horreurs (Horrors of the Black Museum) d'Arthur Crabtree
- 1959 : Deadly Record de Lawrence Huntington
- 1959 : The Boy and the Bridge de Kevin McClory
- 1959 : The Scapegoat de Robert Hamer
- 1959 : The Devil's Bait de Peter Graham Scott
- 1960 : Coulez le Bismarck ! (Sink the Bismarck !) de Lewis Gilbert
- 1960 : The Angry Silence de Guy Green
- 1960 : The Malpas Mystery de Sidney Hayers
- 1961 : Spare the Rod de Leslie Norman
- 1961 : Raising the Wind de Gerald Thomas
- 1961 : Pas d'amour pour Johnny (No Love for Johnnie) de Ralph Thomas
- 1962 : The Prince and the Pauper de Don Chaffey
- 1962 : The Inspector de Philip Dunne
- 1962 : L'Homme de Bornéo (The Spiral Road) de Robert Mulligan
- 1962 : Live Now Pay Later de Jay Lewis
- 1962 : Torpedo Bay de Charles Frend
- 1963 : The Cracksman de Peter Graham Scott
- 1963 : Return to Sender de Gordon Hales
- 1963 : Dr Syn Alias the Scarecrow de James Neilson
- 1963 : The Mind Benders de Basil Dearden et Michael Relph
- 1965 : The Heroes of Telemark de Anthony Mann
- 1965 : Le Docteur Jivago (Doctor Zhivago) de David Lean
- 1966 : Born Free de James Hill
- 1967 : Berserk de Jim O'Connolly
- 1970 : Une messe pour Dracula (Taste the Blood of Dracula) de Peter Sasdy
- 1971 : Sacco et Vanzetti de Giuliano Montaldo
- 1972 : Living Free de Jack Couffer
- 1972 : Doomwatch de Peter Sasdy
- 1977 : Holocauste 2000 (Holocaust 2000) de Alberto De Martino
- 1977 : L'Espion qui m'aimait (The Spy Who Loved Me) de Lewis Gilbert
- 1979 : Moonraker de Lewis Gilbert
- 1981 : Rien que pour vos Yeux de John Glen
- 1983 : Octopussy de John Glen
- 1985 : Dangereusement vôtre (A View to a Kill) de John Glen
- 1987 : Tuer n'est pas jouer (The Living Daylights) de John Glen

### Télévision
- 1963 : Man of the World : The Prince (saison 2 épisode 7) : Count Maximillian Korvin
- 1964 : Le Saint : Le Procédé G (saison 3 épisode 6) : Hobart Quennel
- 1970 : Amicalement Vôtre (The Persuaders) : L'un et l'autre (That's Me Over There), de Leslie Norman (Série TV) : Thaddeus Krane